# 大坡乡 (曲靖市)
大坡乡，是中华人民共和国云南省曲靖市沾益区下辖的一个乡镇级行政单位。

## 行政区划
大坡乡下辖以下地区：
大坡村、耕德村、土桥村、威格村、烟子冲村、万绿箐村、亮泉村、秧田冲村、德威村、法土村、地河村、岩竹村、石人村、河勺村、天生桥村、妥乐村、河尾村、红寨村、麻拉村、章溪村和新庄村。